# Uniwersytet Techniczny w Tallinnie

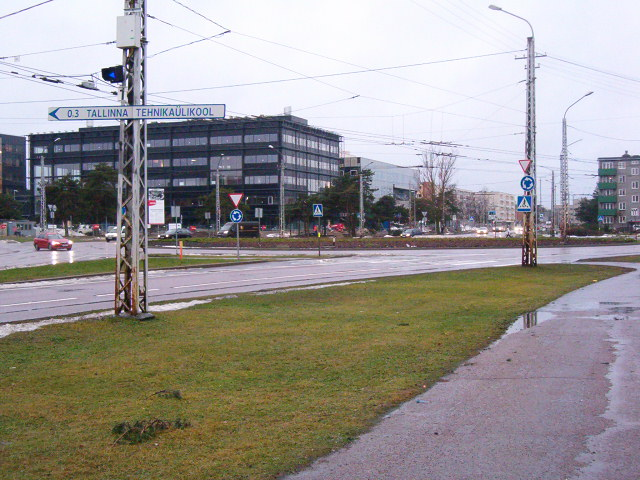
Budynek nowej biblioteki uniwersyteckiej w 2008

Uniwersytet Techniczny w Tallinnie (est. Tallinna Tehnikaülikool, skrót TTÜ, a od 2018 TalTech) – publiczna wyższa szkoła techniczna założona w Tallinnie w 1918 roku. Jest jedyną uczelnią techniczną w Estonii i jednocześnie jedną z najważniejszych instytucji szkolnictwa wyższego w tym kraju. Wydziały Uniwersytetu Technicznego rozlokowane są w Tallinnie, Tartu, Kuressaare oraz Kohtla-Järve.

## Historia
Na początku XX w. w Estonii zaczęto obserwować wzrost zapotrzebowania na inżynierów. Wcześniej młodzi ludzie kształcili się w Petersburgu, Rydze oraz w Niemczech. Była więc okazja do znalezienia ludzi o zdolnościach technicznych i zbudowania estońskiego modelu edukacji, przystosowanego do lokalnych warunków i potrzeb. Było to ważne również ze względów politycznych – Estonia była w trakcie formowania niepodległego państwa.
17 września 1918 Estońskie Stowarzyszenie Inżynierów utworzyło szkołę inżynierską pod nazwą Specjalne Kursy Inżynierskie. Data ta jest uznawana jako początek istnienia Tallińskiego Uniwersytetu Technicznego. Otworzono wtedy pięć kierunków: mechaniczny, elektryczny, inżynierii lądowej i wodnej, budowy statków oraz architektury. W 1919 szkoła została przekształcona w prywatne Kolegium Inżynierskie, a w 1920 uznana za instytucję państwową. Wypracowana została estońska terminologia techniczna oraz powstały pierwsze książki techniczne w tym języku. W 1923 odbyły się pierwsze w Estonii obrony dyplomów inżynierskich.
15 sierpnia 1936 decyzją władz państwowych szkoła otrzymała status uniwersytetu pod nazwą Talliński Instytut Techniczny, w ramach którego funkcjonowały dwa wydziały mechaniczno-inżynieryjny oraz górniczo-chemiczny. Od 1938 zaczęła funkcjonować nazwa Talliński Uniwersytet Techniczny. Sukcesywnie powstawały nowe wydziały, w 1940 wydział ekonomii, w 1958 energetyki, a w 1965 inżynierii sterowania.

## Struktura
Uniwersytet Techniczny w Tallinnie składa się z 4 wydziałów oraz kilku instytucji pozawydziałowych. W skład tych ostatnich wchodzą 4 kolegia studenckie, 3 instytuty oraz 3 jednostki ogólne.

### Wydziały
- Wydział Techniki Informacyjnej:
  - Instytut Systemów Komputerowych
  - Instytut Oprogramowania
  - Instytut Technologii Zdrowia
  - Instytut Elektroniki T. J. Seebecka
- Wydział Inżynierski:
  - Instytut Budownictwa i Architektury
  - Instytut Elektrotechniki i Mechatroniki
  - Instytut Technologii Energetycznej
  - Instytut Materiałów i Technologii Materiałowej
  - Instytut Mechaniki i Inżynierii Przemysłowej
- Wydział Nauk Ścisłych:
  - Instytut Geologii
  - Katedra Chemii i Biotechnologii
  - Instytut Cybernetyki
  - Instytut Systemów Morskich
- Wydział Ekonomii:
  - Instytut Analizy Ekonomicznej i Finansów
  - Instytut Innowacji i Zarządzania Ragnar Nurkse
  - Instytut Prawa
  - Instytut Zarządzania Biznesem

### Instytucje pozawydziałowe
- Kolegium Kuressaare
- Kolegium Tallinn
- Kolegium Virumaa
- Kolegium Tartu
- Instytut Geologii
- Instytut Cybernetyki
- Instytut Systemów Morskich
- Technomedicum
- Centrum Certyfikacji
- Biblioteka

## Współpraca międzynarodowa
Uniwersytet Techniczny w Tallinnie w 2010 prowadził współpracę międzynarodową z 41 instytucjami naukowymi w 20 krajach. Oprócz krajów europejskich znaczący udział w tej współpracy mają kraje Azji Wschodniej (Japonia, Chiny, Korea) oraz Ameryki Północnej (USA, Meksyk). Współpraca obejmuje zarówno realizację projektów, sieci naukowych, jak i wymianę studentów oraz kadry naukowej.